# Richard W. Mallary

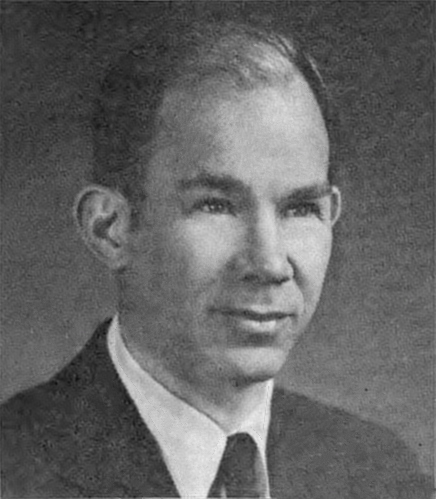
Richard W. Mallary, 1973

Richard Walker Mallary (* 21. Februar 1929 in Springfield, Massachusetts; † 27. September 2011 in Brookfield, Vermont) war ein US-amerikanischer Politiker. Zwischen 1972 und 1975 vertrat er den Bundesstaat Vermont im US-Repräsentantenhaus.

## Werdegang
Richard Mallary besuchte zunächst die Bradford Academy in Vermont und anschließend bis 1949 das Dartmouth College in Hanover (New Hampshire). Zwischen 1950 und 1970 betrieb er in Fairlee eine Farm, auf der er vor allem Milch produzierte. Zwischen 1951 und 1953 saß er im dortigen Gemeinderat.
Politisch wurde Mallary Mitglied der Republikanischen Partei. Zwischen 1961 und 1969 war er Abgeordneter im Repräsentantenhaus von Vermont, von 1966 bis 1968 war er dessen Präsident. Danach gehörte von 1969 bis 1970 dem Staatssenat an. Von 1965 bis 1967 war er Vorsitzender des Rats der Legislative von Vermont. Im Jahr 1968 war Mallary Delegierter zur Republican National Convention in Miami Beach, auf der Richard Nixon als Präsidentschaftskandidat der Partei nominiert wurde. In den Jahren 1962 bis 1965 war er Kurator und Schatzmeister der staatlichen Colleges in Vermont. Zur gleichen Zeit bekleidete er einige Verwaltungspositionen in der Staatsregierung.
Nach dem Rücktritt des Kongressabgeordneten Robert Stafford, der in den US-Senat wechselte, wurde Mallary bei der fälligen Nachwahl im Jahr 1971 zu dessen Nachfolger im US-Repräsentantenhaus gewählt. Nach seinem Sieg bei den regulären Wahlen des Jahres 1972 konnte er sein Mandat im Kongress zwischen dem 7. Januar 1972 und dem 3. Januar 1975 ausüben. Im Jahr 1974 kandidierte Mallary erfolglos für den US-Senat. Danach war er von 1975 bis 1977 Vizepräsident einer Bank in seiner Geburtsstadt Springfield. Zwischen 1977 und 1980 fungierte er als Leiter der Verwaltung (Secretary of Administration) der Regierung von Vermont. Von 1980 bis 1983 war Mallary Vizepräsident der Central Vermont Public Service Corporation. Danach war er Vorstandsvorsitzender einer Heizungsfirma (1984–1985) und von 1986 bis 1994 Präsident einer Stromerzeugungsgesellschaft. Zwischen 1999 und 2003 saß Mallary noch einmal als Abgeordneter im Repräsentantenhaus von Vermont; von Januar bis Juni 2003 war er Steuerbeauftragter des Staates. Zuletzt lebte er in Charlotte, einer Kleinstadt im Chittenden County.